# Honor królowej
Honor królowej (tyt. oryg. The Honor of the Queen) – druga powieść z cyklu Honorverse Davida Webera, wydana w 1993 roku przez Baen Books.
Akcja powieści dzieje się około dwóch lat po wydarzeniach Placówki Basilisk, przedstawiając dalsze losy postaci z poprzedniej części i wprowadzając kilkanaście nowych, nabierających ważności w kolejnych tomach serii. Główna bohaterka, kapitan Honor Harrington otrzymuje nowy okręt, także nazwany Fearless. Większość załogi pozostaje wraz z nią. W momencie rozpoczęcia powieści nowy Fearless ma już za sobą ponad rok akcji przeciw piratom.
Powieść porusza temat fanatyzmu religijnego, zgłębiono też kwestię mizoginii i skrajności religijnych.

## Fabuła
Narasta konflikt między Gwiezdnym Królestwem Manticore a Ludową Republiką Haven i obie strony starają się uzyskać przewagę w nadciągającej wojnie. Pomiędzy tymi państwami leżą dwa odizolowane, zacofane technologicznie systemy: Grayson i Masada, od dziesiątek lat toczące ze sobą nieregularną wojnę. Podczas gdy Haven wysyła delegację dyplomatyczną na Masadę, Manticore wysuwa propozycję współpracy na Grayson. Aby wynegocjować i podpisać pakt pokojowy, na planetę wyrusza delegacja dyplomatyczna, którą eskortuje grupa okrętów dowodzona przez Fearless i kapitan Harrington, występującą jako reprezentant Królewskiej Marynarki. Dotarłszy na miejsce, Honor odkrywa, że mieszkańcy Graysona są społeczeństwem silnie patriachalnym i religijnym, a kobiety w siłach zbrojnych są niespotykane i traktowane jako "obrzydliwość". Spotykając się na każdym kroku z mizoginią i niechęcią Graysonian, decyduje się poprowadzić konwój z pomocą humanitarną do niedalekiego systemu.
Tymczasem na Masadzie oficerowie Ludowej Republiki usiłują podpisać pakt o współpracy z teokratycznym rządem kraju, zdecydowanym zemścić się na Graysonie za wygnanie ich przed setkami lat. Oferują dwa okręty, które natychmiast zostają wykorzystane do ataku na Grayson.
Po powrocie do systemu Honor odkrywa, że oficerowie dowodzący misją zginęli w ataku sił Masady. Musi porozumieć się z rządem graysońskim i zaplanować obronę systemu, bez szans na wsparcie ze strony odległego Królestwa.

## Główne postaci

### Gwiezdne Królestwo Manticore
- Honor Harrington – główna bohaterka powieści, kapitan Królewskiej Marynarki Wojennej Manticore i dowódca HMS Fearless. Dowodzi wojskowym kontygnentem wysłanym na negocjacje na Grayson. Ma problemy z docenieniem samej siebie, jest perfekcjonistką i uważa, że powinna starać się stanowić przykład dla innych. Ma czarny pas w sztuce walki coup de vitesse, jest znakomita w walce wręcz. Na jej korzyść działa też fakt, że pochodzi z planety o zwiększonej grawitacji, co daje jej silniejsze mięśnie i lepszy refleks.
- Raoul Courvosier – dowódca ekspedycji dyplomatycznej na Graysona, emerytowany admirał Królewskiej Marynarki. Zasłużony oficer, sprawny zarówno w kwestiach taktycznych, jak i polityce. W negocjacjach uprawia "sztukę zdrowego rozsądku". Przez wiele lat prowadził Zaawansowany Kurs Taktyki w Akademii Marynarki Wojennej na Manticore. Był mentorem Honor.
- Alistair McKeon – komandor Królewskiej Marynarki i dowódca HMS Troubadour. Najmłodszy stażem dowódca okrętu w ekspedycji na Graysona. Po wydarzeniach Placówki Basilisk stał się przyjacielem Honor. Jest jedną z niewielu osób, które bez wahania i omijania temat mówią jej, co myślą o jej działaniach.
- Nimitz – treecat, przedstawiciel rdzennej inteligentnej rasy zamieszkującej Sphinx, rodzinną planetę Honor. Jest telepatą i empatą, połączonym z Honor mentalną więzią. Z wyglądu i zachowania, z wyjątkiem dodatkowej pary chwytnych łap, przypomina ziemskiego kota domowego. Znana jest jego miłość do pieszczot, manipulowania ludźmi i selera.
- Prescott „Scotty” Tremaine – porucznik Królewskiej Marynarki, oficer wojny radioelektronicznej na pokładzie HMS Fearless. Jeden z najmłodszych oficerów okrętu, jest oddany swojej pracy. Lojalny Honor, ale nie waha się jej powstrzymać, jeśli widzi taką konieczność.
- Hamish Alexander – earl White Haven i admirał Królewskiej Marynarki. Od czasu służby Honor w systemie Basilisk w sekrecie monitoruje i wspiera jej karierę. Jest uznanym taktykiem i strategiem, dowodzi jedną z formacji manticorańskiej Home Fleet. Stara się dotrzeć na Grayson, by pomóc Honor.

### Protektorat Graysona
- Benjamin Mayhew IX – Protektor (władca) Graysona, uczony na pozasystemowych szkołach. Przez wielu jest uważany za "skażonego obcą ideologią". Ma otwarty umysł i jest gotów zaakceptować nowe idee. Jako pierwszy spotkany w powieści Graysończyk nie traktuje kapitan Harrington jako "kobiety na męskim stanowisku", a jako oficera. Jego hobby to sztuka układania kwiatów.
- Bernard Yanakov – admirał i głównodowodzący Floty Graysona, kuzyn Benjamina. Początkowo uważa kobiety w Królewskiej Marynarce za coś nienaturalnego, dopiero stopniowo przekonuje się do Honor. Jest sprawnym oficerem marzącym o unowocześnieniu marynarki, w czym ma dopomóc sojusz z Manticore. Uważa swojego kuzyna za dziwaka.

### Ludowa Republika Haven
- Alfredo Yu – kapitan Ludowej Marynarki, dowódca PNS Saladin, jednego z okrętów wysłanych Masadzie. Fascynuje się tekstami z czasów sprzed nastania Ludowej Republiki, stara się zachować własne zasady, nie zawsze zgadzające się z rozkazami dowództwa. Nie jest zadowolony z pomocy Masadzie, szykuje plany awaryjne na wypadek próby przejęcia Saladina. Pełnił rolę mentora dla Thomasa Theismana.
- Thomas Theisman – komandor Ludowej Marynarki, dowódca PNS Breslau, drugiego okrętu wysłanego Masadzie. Jest idealistą wierzącym, że należy przestrzegać zasad nawet podczas czarnej operacji. Uważa kapitana Yu za swojego najlepszego nauczyciela.

## Miejsca
- Gwiezdne Królestwo Manticore – jeden z najbogatszych narodów zamieszkanej przestrzeni, zajmujący podwójny układ Manticore. Monarchia parlamentarna rządzona przez królową, Izbę Lordów i Izbę Gmin. Jego bogactwo opiera się na wormhole junction, tj. sieci błyskawicznych przejść między systemami, które łączą się ze sobą właśnie w Manticore. Królestwo składa się z czterech światów: Manticore i Gryphona przy gwieździe Manticore A, Sphinx przy gwieździe Manticore B oraz Medusa w zajmowanym przez Królestwo systemie Basilisk.
- Ludowa Republika Haven – państwo pseudokomunistyczne, rządzone przez klasę Legislatorów, praktykujące nepotyzm w większości organizacji państwowych. Drugi lub trzeci co do wielkości kraj galaktyki, zajmujący kolejne systemy, by podtrzymać swoją podupadającą gospodarkę. Dąży do przejęcia Królestwa Manticore, aby móc skorzystać z bogactw, jakie niesie ze sobą wormhole junction.
- Protektorat Graysona – jednoplanetarne państwo w systemie Yeltsin, pośrodku drogi między Królestwem a terenami Ludowej Republiki. Został założony przez sektę Kościół Ludzkości Uwolnionej, pragnącą zacząć nowe życie bez toksycznego wpływu technologii. Jednak z powodu wysokiej zawartości metali ciężkich w atmosferze i glebie życie tam stało się praktycznie niemożliwe bez nowoczesnych technologii, co spowodowało schizmę i wygnanie części populacji. Obecnie Grayson jest zacofanym technologicznie (jak na standardy Manticore) państwem patriarchalnym o minimalnej roli kobiet w społeczeństwie, rządzonym przez dynastię Protektorów i Wielkie Konklawe.
- Masada – jednoplanetarne państwo w systemie Endicott, kilka lat świetlnych od Garysona. Zamieszkują je Wierni Kościoła Ludzkości Uwolnionej, potomkowie przegranych w graysońskiej wojnie domowej, zesłanych na Masadę. Wierni są społeczeństwem skrajnie religijnym i patriarchalnym, w którym kobieta jest traktowana jak własność mężczyzny (mężczyzna może mieć wiele żon) i zmuszana do zasłaniania całego ciała strojem przypominającym czador. Uznają oni za swój święty obowiązek "wyzwolenie" Graysona spod władzy "postępowców", jak nazywa się Graysończyków. Państwo jest rządzone wspólnie przez przywódcę religijnego i cywilnego.